# Ouadi es-Seboua
L'Ouadi es-Seboua, ou vallée des lions (arabe وادي السبوع), est un regroupement de temples situé en Basse Nubie au bord du lac Nasser, dont un remarquable grand temple hémispéos de Ramsès II.
Érigé entre l'an 35 et l'an 50 du règne de Ramsès II, le temple de Ouadi es-Seboua est le troisième hémispéos que le pharaon fit construire en Nubie.
Situé à environ cent cinquante kilomètres au sud d'Assouan, sur la rive ouest du Nil, le temple devait son importance au fait qu'à l'époque ramesside, la ville, construite au débouché des routes caravanières, servait de lieu de résidence au vice-roi de Koush et qu'elle se trouvait à l'entrée d'un coude du Nil réputé difficile à franchir par les bateaux qui remontaient le courant.
Au même endroit s'élevait déjà un sanctuaire d'Amenhotep III en l'honneur d'Amon qui fut ensuite transformé en lieu de culte pour le dieu Horakhty à l'époque amarnienne.
Ramsès II confia la direction des travaux au vice-roi de Nubie Sétaou qui, si l'on en juge par la qualité médiocre des éléments du dromos et des statues osiriaques de la cour, dut se contenter d'une main d'œuvre locale ne comportant que peu d'artisans dignes de ce nom.

## Le temple d'Amon

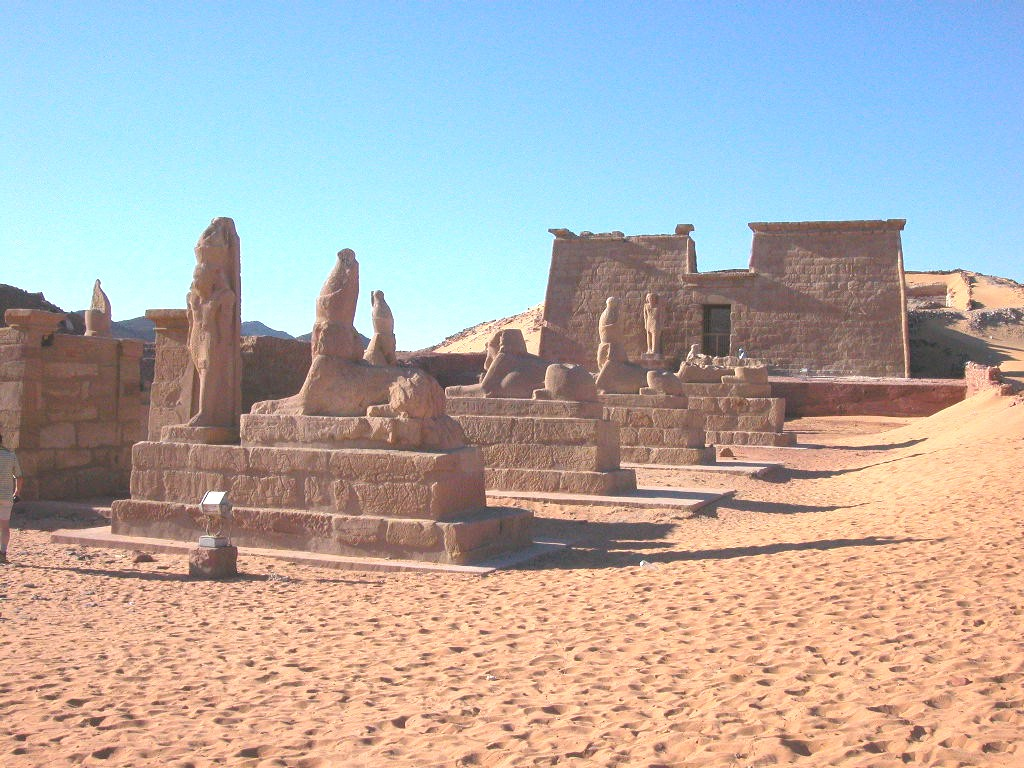
Vue du temple de Ramsès II à Ouadi-es-Seboua

Le temple de Ramsès-aimé-d'Amon-dans-le-domaine-d'Amon servait de reposoir à la barque sacrée au cours de sa descente du Nil. Les Arabes, inspirés par les sphinx de pierre à corps de lion qui gardaient l'allée centrale, baptisèrent l'endroit Ouadi es-Seboua, la vallée des lions.
En 1964, à l'initiative du service des antiquités égyptiennes, le temple de Ramsès II a été démonté et rebâti à un niveau supérieur à quatre kilomètres plus à l'ouest sur le site de la nouvelle Seboua. Par contre, le spéos d'Amenhotep III n'a pu être déplacé et a été submergé par les eaux du lac Nasser.
Le temple comportait trois parties distinctes :
- deux cours à ciel ouvert ornées de sphinx ou dromos ;
- une grande cour intérieure à piliers osiriaques ;
- le spéos.

### Première cour
À l'origine, un premier pylône en briques crues était précédé de deux sphinx à tête humaine accompagnant deux statues du roi en position debout et coiffé du pschent.
Ce pylône, aujourd'hui disparu, ouvrait sur une première cour dont l'allée centrale était bordée de sphinx, toujours à tête humaine et coiffés du pschent.

### Deuxième cour
Derrière un épais pylône de briques crues, disparu également, une seconde cour accueillait quatre sphinx à tête de faucon représentant l'Horus de Miam, celui de Meha, celui de Baki et, curieusement, l'Horus d'Edfou là où on s'attendrait à trouver celui de Bouhen.
Entre leurs pattes se trouvait une statuette à l'image de Ramsès coiffé du némès.
Sur leur socle, une inscription nommant Ramsès « Seigneur de fêtes-Sed, comme son père Ptah » fait allusion au désir de longévité du pharaon déjà exprimé sur les vestiges de la seconde porte : « Ramsès-Méry-Amon, grand de fêtes-Sed, comme Ptah ».

### La cour intérieure

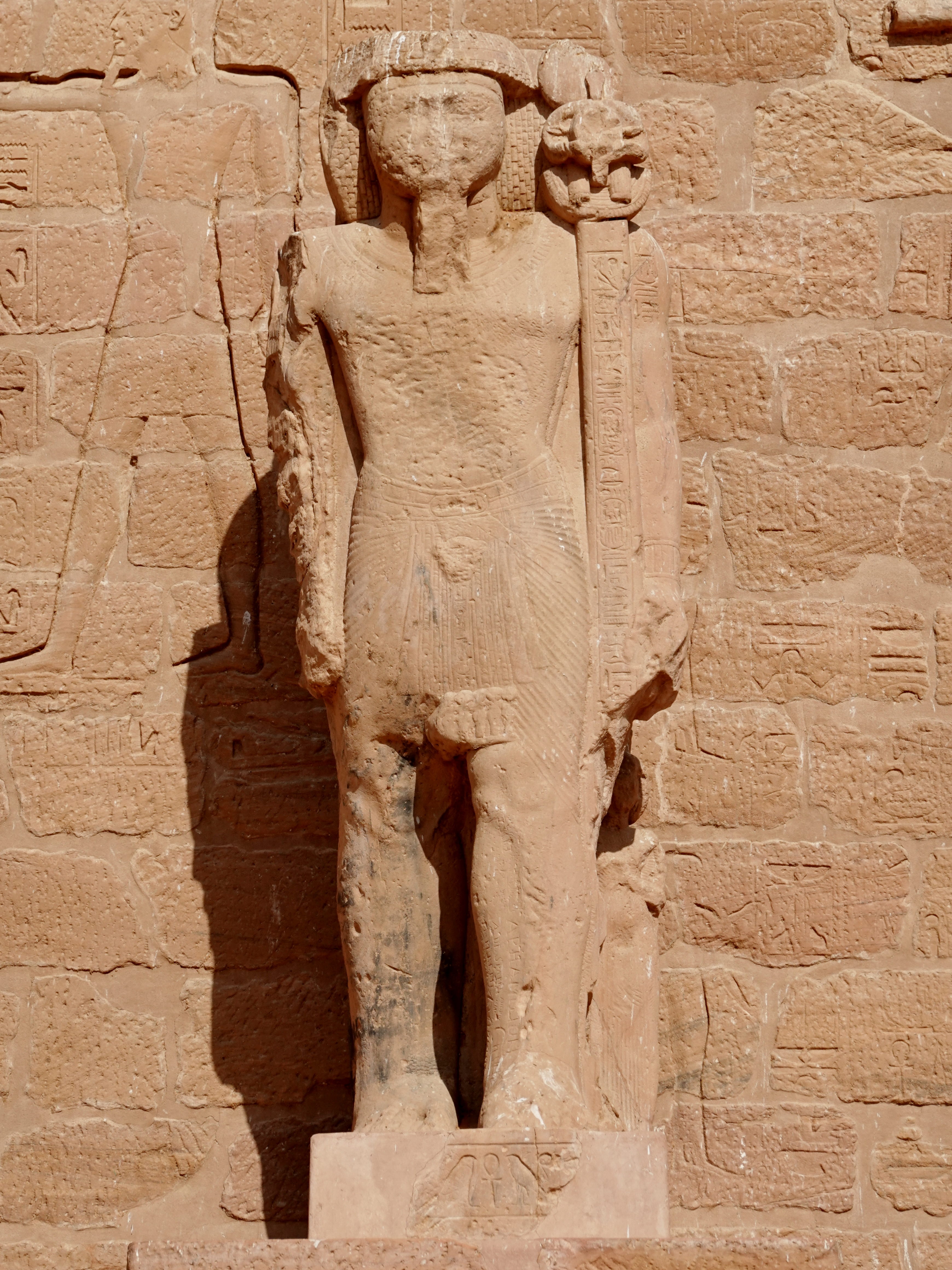
Ramsès II en porte-enseigne. À ses côtés (en bas à droite), sa fille et grande épouse royale Bentanat.

Une fois l'allée des sphinx franchie, des marches conduisent à une haute terrasse dallée. Là se dressaient, sur des piédestaux, quatre statues monumentales de Ramsès II, hautes de six mètres.
L'une demeure, du côté sud, dans l'attitude traditionnelle de la marche, jambe gauche en avant, avec à ses côtés l'effigie d'une princesse, sans doute la grande épouse royale Bentanat, fille aînée d'Isis-Nofret. Le colosse porte un étendard dominé par la tête du bélier d'Amon.
De l'autre côté du passage vers la cour intérieure, le même colosse tenait un étendard surmonté d'une tête de faucon. Selon Christiane Desroches Noblecourt, c'est Mérytamon, l'autre grande épouse royale, fille de Néfertari, qui devait figurer à ses côtés.
Les reliefs du troisième pylône ont été usés par le temps et l'on distingue mal les images du roi sacrifiant à Amon, au sud, et à Horakhty, au nord.
Sur les piliers des deux portiques latéraux de la grande cour carrée qui suit s'appuient les figures de Ramsès II en Osiris. Le roi y affiche sa nombreuse descendance. Un groupe de vingt princesses a été représenté sur la paroi sud, suivies de vingt-cinq princes puis de neuf autres princesses. Au nord, on peut distinguer dix-huit princesses ainsi qu'un défilé de vingt-huit princes. Dans les autres scènes, plus traditionnelles, le roi fait face aux divinités. À quatre reprises, il est représenté déifié. Tout comme dans l'allée extérieure, les allusions aux fêtes-Sed sont nombreuses.

### La salle hypostyle

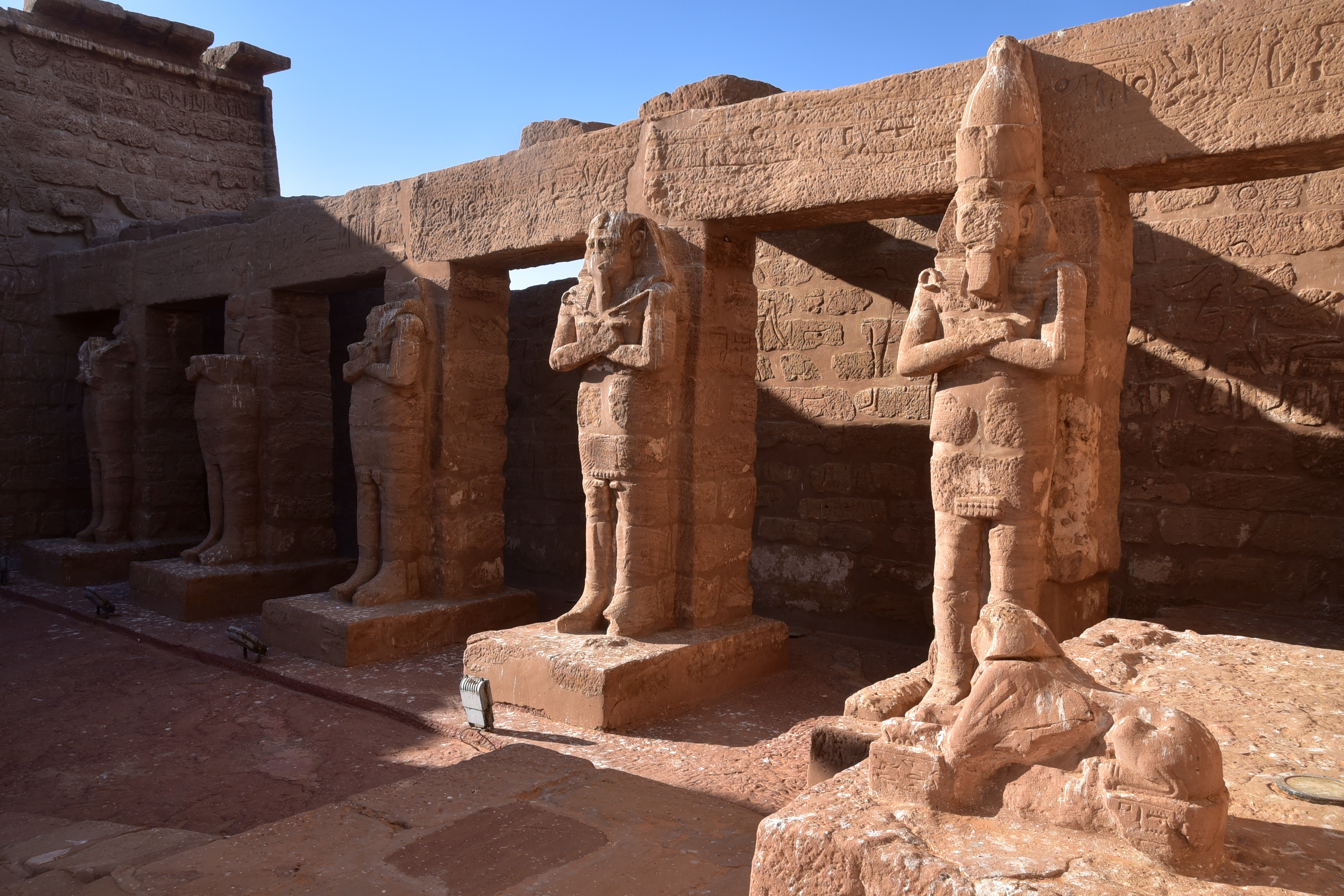
La salle hypostyle et ses piliers osiriaques.

C'est avec la salle hypostyle que commence la partie rupestre du temple. Cette salle, carrée et de taille réduite, contient douze piliers dont la base a été taillée dans la roche. Les colonnes de l'allée centrale sont ornées de statues osiriaques. Sur les parois, le roi est représenté face à plusieurs divinités : Onouris, Shou, Nekhbet, Tefnout et Hathor ; ailleurs, Ptah promet au pharaon « de très nombreuses fêtes-Sed ».
L'antichambre est percé de cinq portes, chacune ayant un nom lié aux multiples jubilés désirés par le pharaon, tel celui de « Maât donne à Ramsès les fêtes-Sed de Rê ». De part et d'autre de l'entrée, des reliefs illustrent un des éléments majeurs du temple : Ramsès n'est pas devant les dieux, il a pris place parmi eux. Dieu vivant, il s'honore lui-même dans sa forme immortelle et divinisée.

### Le naos
Le saint-des-saints est composé d'une chapelle centrale et de deux chapelles latérales, plus étroites. La barque sacrée, qui devait y stationner, est représentée à deux reprises, honorée par le pharaon. Sur le mur nord, sa proue et sa poupe sont ornées d'une tête de faucon alors que sur la paroi sud, la barque est munie de têtes de béliers.
Le linteau de la niche du fond représente Ramsès agenouillé faisant face à la barque du soleil levant sur laquelle trône Rê-Horakhty. Lorsqu'au Ve siècle, le temple fut transformé en église chrétienne, une partie des reliefs furent masqués d'une couche de badigeon où l'on peignit des images divines. Dans la niche, les statues du roi entouré d'Amon et de Rê-Horakhty ont été détruites et remplacées par des images chrétiennes : on peut ainsi y voir aujourd'hui Ramsès II faisant des offrandes à saint Pierre.